# Keita Sogabe
Keita Sogabe (曽我部 慶太 Sogabe Keita?), född 2 juli 1988 i Hyōgo prefektur, är en japansk fotbollsspelare.
Sogabe började sin karriär 2007 i Vissel Kobe. Efter Vissel Kobe spelade han för Vegalta Sendai, Zweigen Kanazawa och SC Sagamihara.